# ليفاشوفية

الصليب المعقوف ذو الشوكتين التنينيتين، وهو شكل كان شائعًا في ثقافات وسط أوراسيا، وقد أكد عليه نيكولاي ليفاشوف. وهو رمز سفاروج، أي الكون نفسه وخاصة سوارغام، القطب الشمالي الأعلى للسماء مع الأبراج الدوارة للدب الأصغر وبنات نعش الكبرى.

الليفاشوفية هي عقيدة ونظام شفاء للرودنوفيري (الوثنية السلافية الجديدة) التي ظهرت في روسيا، صاغها المنظر الفيزيائي وعالم السحر والتنجيم والمعالج النفسي نيكولاي فيكتوروفيتش ليفاشوف (1961–2012)، أحد أبرز قادة الوثنية الجديدة السلافية بعد انهيار انهيار الاتحاد السوفيتي. تأسست الحركة في عام 2007 باسم الحركة العامة الروسية لعصر النهضة–العصر الذهبي (الروسية: Русское Общественное Движение "Возрождение. Золотой Век"). تعتمد عقيدة الليفاشوفيت على علم الكونيات الرياضي، وهو مزيج من العلم والروحانية، والذي قورن بنظرة العالم «الفيثاغورية»، وهو واضح في أنه أُخْرَوِيَّات. تتأثر الليفاشوفيت بالينغليزم، وخاصة أنها تشترك في السرد التاريخي للينغليزم حول الماضي الآري السلافي للعصر الروماني. إن الحركة الينغليزمية هي حركة شعبية روسية، وقد رفضتها رسميًا منظمات الرودنوفر الروسية السائدة. وتوجد الحركة في العديد من مناطق روسيا، وكذلك في أوكرانيا وبيلاروس ورومانيا ومولدوفا وفنلندا.

## نظرة عامة

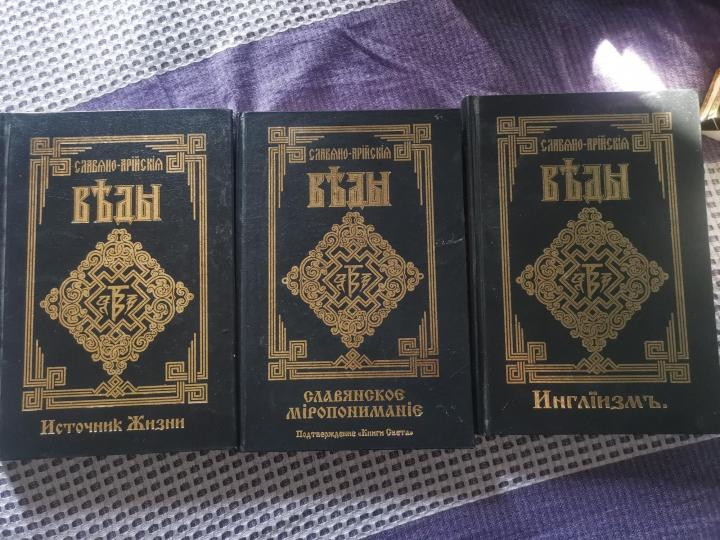
ثلاثة من الفيدا السلافية الآرية.

تلقى نيكولاي ليفاشوف تعليمه في الفيزياء المتقدمة وميكانيكا الكم. بدأ ممارسة العلاج روحاني في روسيا في ثمانينيات القرن العشرين، وفي عامي 1990 و1991 أقام ندوات حول هذا الموضوع. وفي عام 1991 انتقل إلى كاليفورنيا في الولايات المتحدة، حيث عاش حتى عام 2006 وكتب كتبه الرئيسية. وفي عام 2006 عاد إلى روسيا حيث أسس في عام 2007 الحركة العامة الروسية لعصر النهضة والعصر الذهبي، والتي ضمت رسميًا حركة أتباعه. وقبل بضعة أشهر من وفاته، ترشح ليفاشوف للانتخابات الرئاسية الروسية عام 2012.
ادعى ليفاشوف أنه حامل للمعرفة المقدسة «الفيدية» الأصيلة لـ«الآريين السلافيين»، ودعا أتباعه إلى العيش في وئام عقلاني مع الطبيعة باتباع مسار التطور الذي تمثله الثقافة الفيدية القديمة. تستند الليفاشوفية إلى كتاب فيليس وعلى الفيدا السلافية الآرية التي روجت لها الكنيسة الينغليستية لأول مرة في تسعينيات القرن العشرين؛ أعاد ليفاشوف صياغة تعاليم هذه الكتب في منشورات أصلية، بما في ذلك بعض — مثل حكاية الصقر المشرق — التي تقدم مثل هذه التعاليم بأسلوب الحكاية الخيالية الروسية. أشار ليفاشوف إلى الفيدا السلافية الآرية باعتبارها حاملة «المعرفة الأعمق للأسلاف الأوائل».
وقد شبه باربرا ج. كوبمان وريتشارد أ. بلاسباند النظرة العالمية لليفاشوفية بالفيثاغورية، وذلك لأنها «مزيج نادر من العلم والروحانية». ومع ذلك، فقد أدانت المنظمات الروسية الرئيسية في التيار الرئيسي لرودنوفيري الليشوفي، جنبًا إلى جنب مع الينغليزية، في بيان مشترك صدر في عام 2009، حيث اعتبرت هذه المنظمات أنها عقيدة غير حقيقية تضر بحركة رودنوفيري بأكملها.

## المعتقدات

### علم الكونيات لسفاروج

تمثيل لعلم الكونيات اللاهوتي لليفاشوفية، يظهر المواد السبعة الأساسية التي تتدفق من عربات القطب الشمالي للسماء.

وفقًا لعقيدة ليفاشوفيت، فإن الكون كله عبارة عن مادة حية في فضاء مُكمَّم. الكون، كل الخلق الكوني نفسه، هو المظهر المرئي للإله المطلق، رود (Род)؛ هذا المظهر المرئي هو سفاروج (Сварог)، الإله السماوي في أعالي السماء – سوارغام –، مسكن الآلهة – أسكارد –، والجنة الآرية السلافية – إيري –، والتي تتوافق مع القطب السماوي الشمالي ونجومه المحيطة بالقطب، وخاصة الأبراج السبعة للدب أو العربة (الدب الأكبر والدب الأصغر، العربة الكبرى والعربة الصغيرة) في دائرة البروج. يمثل الصليب المعقوف سفاروج وعملية الخلق الكونية. الكون له ثلاثة أبعاد، براف وياف وناف: براف، بمعنى «الحق»، هو مسكن الآلهة نفسها، والتي تأتي منها جميع قوانين الطبيعة الصحيحة؛ «ياف» هو العالم «الظاهر» للأحياء؛ بينما «ناف» هو العالم «غير الظاهر» حيث يذهب الموتى قبل أن يولدوا من جديد في «ياف».
إن الفضاء المكمّم هو مهد كل الخلق، وهو غير متجانس في بنيته، ويتسم بصفات وخصائص مختلفة في اتجاهات مختلفة، حيث تتفاعل المادة بطرق مختلفة وتتخذ أشكالاً مختلفة. إن صفات وخصائص الفضاء في مناطقه المختلفة تتغير باستمرار. وهذه النظرة مدعومة بقوة في الفيزياء الفلكية، وهي تعارض النظرة الكلاسيكية التي تقول إن الفضاء الكوني متجانس في صفاته وخصائصه في جميع الاتجاهات، حيث تتجلى المادة بطرق مماثلة.
في النظرة العالمية التي وضعها ليفاشوف، تلعب التباينات دورًا مركزيًا في كل أشكال الخلق، سواء على المستوى الصغير أو الكبير؛ حيث تتكشف عملية الخلق من خلال التفاعل الأبدي، أو «الرقصة الكونية»، بين المادة والفضاء المتباين الخواص، والذي يحكمه معايير قابلة للقياس. إن الأنماط المعمارية لأي من مناطق الفضاء مُكممة، وبالتالي يمكن التعبير عنها بقيم عددية. هذه الأنماط المعمارية «تحدد وتفرض في الواقع الحدود التي يمكن أن توجد ضمنها المادة المتحركة بشكل فوضوي ودرجة الاستقرار التي يمكن أن تحافظ عليها». إن هياكل الفضاء المُكممة، والتي يمكن التعبير عنها بمعايير عددية، تتغير باستمرار، أو تتقلب، بسبب الاضطرابات التي تمارسها الموجات الكهرومغناطيسية، سواء في العالم الصغير للذرات أو في العالم الكبير للنجوم، وتقلباتها «مسؤولة عن كل تعبير عن الطبيعة يحدث في الكون». ترك ليفاشوف صيغة رياضية لتمثيل الأنماط المعمارية للفضاء.

#### سبعة أمور أساسية
استناداً إلى المعرفة الفيدية القديمة المفترضة للآريين السلافيين، وضع ليفاشوف نظرية مفادها أن المادة نفسها تنقسم إلى سبعة أنواع، أو «لبنات بناء» للخلق، أطلق عليها «المواد السبع الأولية» أو «المواد السبع البدائية» (семь первичных материй)، والتي يتم تحديدها تقليدياً بالحروف أ، ب، ج، د، هـ، ف، ز، وبالألوان السبعة، الأحمر والبنفسجي والأزرق والأزرق السماوي والأخضر والأصفر والبرتقالي على التوالي. المواد السبع الأولية هي مواد غير مادية أو دقيقة، أي لا يمكن إدراكها من قبل الحالة البشرية العادية للوعي. في البداية، تتحرك بشكل فوضوي في الفضاء، «متجاهلة» بعضها البعض، لكن كل منها له خصائصه أو صفاته المميزة وإمكانات طاقة محددة تسمح لها بالاستجابة للأنماط المتغيرة باستمرار للفضاء. المادة الحمراء أ هي الأكثر أهمية، حيث تعمل كأساس هيكلي وطاقي لجميع المواد الأخرى عندما تتجمع لتشكل كيانات.
إن المناطق المحلية من التباين تنشأ نتيجة للتقلبات في الأنماط المعمارية للفضاء — مثل الحجر الذي ألقي في الماء فخلق تأثيرات تموجية — وهذه التقلبات تؤثر على العلاقة بين الفضاء نفسه والمواد السبعة الأساسية. فعندما تجد هذه المواد نفسها في منطقة معينة من الفضاء بنسب تتناسب مع المعايير العددية لتلك المنطقة المعينة من الفضاء، تصبح الكتل السبع قادرة على التفاعل والاندماج مع كتل أخرى ذات جودة متوافقة وإمكانات طاقية لتشكيل هياكل من المادة الهجينة، الأمر الذي يوفر فرصاً لا حصر لها لخلق الكون. وفي حين تعمل تقلبات الفضاء على تشكيل المادة الحرة المتدفقة داخله، فإن المادة نفسها تولد في الوقت نفسه المزيد من التقلبات، فتنخرط في «رقصة كونية» مستمرة حتى تصل هذه الرقصة إلى حالة من التوازن وتخلق نظاماً مستقراً.
وبعبارة أخرى، عندما تصبح كمية التغير في المعالم المكانية حرجة، تنشأ نوعية، حيث تتحد المادة وتنشأ مظاهر مستقرة للواقع، مثل كوكب الأرض، الذي يُطلق عليه أيضًا مدكارد في ليفاشوفية، مستعيرًا المفهوم من الوثنية الجرمانية. وعلى العكس من ذلك، عندما ينكسر التوازن بين المعالم المعمارية للفضاء المحيط والصفات والإمكانات الطاقية للمواد الأولية السبعة الموجودة فيه، تفقد هياكل المادة الهجينة التي تشكلت استقرارها وتتفكك، وتعود إلى مادة فوضوية.

#### أجسام سبعة أضعاف

رسم تخطيطي يمثل المواد السبعة الأساسية المندمجة في ستة مجالات من المواد الهجينة في التكوين غير المتجانس لفضاء مدكارد–الأرض.

وفقًا لعلم الكونيات الليفاشوفي، عندما يتم تنظيمها، تشكل المواد الأولية السبع سبع «طبقات» من الواقع. تتكون كل طبقة من هجينات مختلفة من المواد الأولية السبع، وهي منفصلة عن بعضها البعض بحواجز نوعية غير قابلة للاختراق تقريبًا؛ على سبيل المثال، كوكب الأرض له جسمه المادي — مجاله الداخلي — وستة أجسام كروية غير مادية (غير مرئية) متداخلة. أي كيان والإنسان نفسه يتكون من سبعة أجسام متداخلة، بما في ذلك الجسم المادي الأكثر كثافة في الداخل وستة أجسام أخرى من مادة أكثر دقة، يشار إليها باسم «الأجسام الدقيقة» أو «الأجسام الروحية».
تتكون الأجسام السبعة من الأكثر كثافة إلى الأكثر دقة، وهي الجسم المادي، والجسم الأثيري، والجسم النجمي، والجسم العقلي، وثلاثة أجسام فوق عقلية. كل منها يتكون من مجموعات مختلفة من المواد الأولية السبع، على الرغم من أن مادة مختلفة منها تكون مهيمنة في كل جسم، وكل منها تعبر عن صفات وخصائص مميزة وتمثل درجة من التطور الروحي؛ وهم معًا يشكلون الروح، أو الوعي الأعلى، للكيان. يتكون الجسم المادي من توازن، يرتكز على المادة الحمراء أ، لجميع المواد الأخرى؛ الجسم الأثيري يتكون بالكامل من المادة البرتقالية ج؛ الجسم النجمي تهيمن عليه المادة الصفراء ف السائدة على ج؛ الجسم العقلي تهيمن عليه المادة الخضراء هـ السائدة على ف و ج؛ الجسم فوق العقلي الأول تهيمن عليه المادة اللازوردية د السائدة على هـ و ف و ج؛ الجسم فوق العقلي الثاني تهيمن عليه المادة الزرقاء ج السائدة على د و هـ و ف و ج؛ والجسم الثالث فوق الذري يهيمن عليه المادة البنفسجية ب السائدة على ج، د، هـ، ز، ح. والمادة البرتقالية ز موجودة على جميع المستويات، حيث أن الجسم الأثيري هو المرحلة الأولى والأدنى في تطور الكيانات الحية الواعية: الوعي الحيواني. كل واحد من الأجسام الدقيقة هو من الناحية البنيوية نسخة من الجسم المادي على الجسم الدقيق المقابل لكوكب الأرض. كلهم يمتلكون نفس البنية — الخلايا والأعضاء والأنظمة العضوية — المقابلة لبنية الجسم المادي. لقد طور معظم البشر، بالإضافة إلى الجسم المادي، أول جسمين دقيقين فقط، في حين أن جميع الأجسام الأربعة الأخرى بدائية وغير نشطة. يجب على الإنسان تطوير جميع الأجسام السبعة لإكمال دورة التطور والخروج من دورة التناسخ على الأرض.
في نظام ليفاشوفيت، ترتبط المواد السبع المهيمنة في كل جسم من الأجسام السبعة بسبعة مراكز طاقة في الجسم – الشاكرات في المصطلحات الهندوسية –، تعمل كهوائيات تنقل المادة المرتبطة. العصعص هو المركز المرتبط بالمادة الحمراء أ، وهو المركز الأساسي، والمادة الحمراء أ تتوافق مع كونداليني في النظام الهندوسي، القوة الكونية الأساسية لكل الخلق التي يمثلها الثعبان، والتي تعد ضرورية للاستيقاظ والتوجيه للصعود نحو المستويات الأعلى؛ يرتبط العضو الجنسي بالمادة البرتقالية ج؛ ترتبط السرة بالمادة الصفراء و؛ يرتبط القلب بالمادة الخضراء هـ؛ يرتبط الحلق بالمادة اللازوردية د؛ ترتبط الجبهة بالمادة الزرقاء ج؛ ويرتبط التاج بالمادة البنفسجية ب. تمت مقارنة المواد السبعة والأجسام السبعة لليفاشوف بالنموذج الكوني لويليام أ. تيلر، الذي يخبرنا بحد ذاته عن سبعة مستويات من المواد التي تتداخل مع بعضها البعض بأقل قدر من التفاعل حتى يتم تشغيلها بواسطة العقل؛ كان علم الكونيات الخاص بتيلر مستوحى من النظام الهندوسي للشاكرات السبعة.

### دورة زمنية مزدوجة

#### القوى المضيئة والقوى المظلمة
سفاروج

بيلوبوج («الإله الأبيض»)، الذي يمثله صقر في المادة الخضراء هـ من الوعي العقلي العالي، وتشيرنوبوج («الإله الأسود»)، الذي يمثله وحش في المادة البرتقالية ز من الوعي الحيواني المنخفض. في نظام ليفاشوفيت، هما أسماء أخرى لـ«القوى المضيئة» و«القوى المظلمة»، وياف وناف. بينهما يوجد الصليب المعقوف، قانون براف للقطب الشمالي الأعلى لسفاروج؛ وهو بنفسجي اللون، مثل المادة ب من أعلى وعي فوق عقلي. عيونهم حمراء، لون المادة الأساسية أ. وفوقهم توجد مصابيحهم المقابلة، على التوالي دازهبوج («إله الشمس») للنهار وجوتروبوغ («إله القمر») للليل.

تقول عقيدة ليفاشوفيت إن الواقع يتم تنظيمه بواسطة الآلهة، القوى الكونية التي يمكن أن تكون إما قوى خلاقة ومُحيية (القوى الخفيفة، سفيتلي سيلي) أو قوى مدمرة وممتصة للحياة (Темные Силы، قوى الظلام). إن تأثير القوى المضيئة أو القوى المظلمة وسلوك الناس، وظهور بعض الصفات والعواطف فيهم، يعتمد على أي من المواد الأساسية السبعة يسود في تكوين معين من الفضاء–المادة.
أينما ومتى — في منطقة معينة من الفضاء وفي دورة الزمن — تهيمن المادة الأولية إي، يحدث «يوم سفاروج» (دن سفاروجا، Den' Svaroga)، الذي يتميز بالتطور الكامل للجسدين الرقيقين الثالث والرابع (الجسد النجمي والجسد العقلي) للإنسان، مع تطور الوعي والصفات الروحية والأخلاقية العالية. وعلى العكس من ذلك، أينما ومتى تهيمن المادة الأولية جي، يحدث «ليلة سفاروج» (نوخ سفاروج، Noch' Svaroga)، التي تتميز بالتطور المتضخم للجسدين الرقيقين الثاني والثالث غير المكتمل (الجسد الأثيري والجسد النجمي السفلي) للإنسان، مع تراجع الوعي والتعبير عن الصفات المدمرة المنخفضة لدى البشر (مثل العدوانية والقسوة والجشع والحسد). خلال ليالي سفاروج، تحصل القوى المظلمة على فرصة التأثير على الأشخاص من نوعية جي ومن خلالهم التأثير على جميع مدكاردد.
في حين أن البشرية ومدكاردد سيكونان في الأساس تعبيرًا عن القوى المضيئة، والتي تم التعبير عنها بشكل أفضل في التاريخ من قبل الروس أو الآريين، فإن بعض أجزاء البشرية، ولا سيما اليهود والمسيحيين، ستكون بدلاً من ذلك، في الغالب — وإن كان بغير وعي — فريسة للقوى المظلمة وعملاء إرادتهم.

#### علم الأخرويات
في علم نهاية العالم عند ليفاشوفيت، فإن «القوى الدافعة لنهاية العالم متجذرة في أعماق الكائن الطبيعي» نفسه. الزمن عبارة عن دورة متناوبة بين أيام سفاروج وليالي سفاروج، اعتمادًا على حركة النظام الشمسي في مجرة درب التبانة؛ مدة كل يوم سفاروج وليلة سفاروج غير متساوية، بسبب التركيزات غير المتساوية للمواد الأولية السبعة في مناطق مختلفة من الفضاء الكوني. يحدد تاريخ ليفاشوفيت بداية أحدث ليلة سفاروج في عام 988 م، مع التنصير الرسمي لكييف روس الذي نظمه فلاديمير سفياتوسلافيتش. بخلاف ذلك، لا يوجد إجماع بين أتباع ليفاشوف حول تأريخ نهاية ليلة سفاروج الأخيرة: فوفقًا لبعضهم، انتهت في منتصف أو أواخر التسعينيات، ووفقًا لآخرين، انتهت في عام 2012، ومع ذلك يعتبر آخرون أن التحول من ليلة سفاروج الأخيرة إلى يوم سفاروج الجديد هو انتقال تدريجي.
إن الروس مدعوون إلى أن يكونوا أول من يستيقظ، وأن يحرروا أنفسهم من عبودية القوى المظلمة، وأن يساهموا في بداية يوم سفاروج الجديد وفي بناء حضارة روحية جديدة مختلفة عن المادية الغربية والتدين الشرقي غير النقدي. وتُفسَّر روسيا في تاريخ ليفاشوفيت باعتبارها «أرض العرق المقدس» لـ«الإمبراطورية الآرية السلافية» القديمة، والتي يُقال إنها لم تسقط إلا مع تمرد بوغاتشيف:
نشأ اسم الدولة – روسيا - من كلمة أخرى – راسيا، والتي تشكلت بدورها من اسم راسينيا. راسينيا هو اسم جزء من الإمبراطورية الآرية السلافية القديمة التي تقع غرب جبال ريفيان (الأورال). كانت الأراضي الواقعة شرق جبال الأورال إلى المحيط الهادئ وأبعد من لوكوموري (شمال روسيا) إلى وسط الهند تسمى أرض العرق المقدس. أطلق الأجانب على هذه الدولة أسماء مختلفة. كان أحد آخر الأسماء المعروفة في أوروبا حتى نهاية القرن الثامن عشر هو تارتاري العظمى.— نيكولاي ليفاشوف، التاريخ الخفي لروسيا

## ممارسة الشفاء

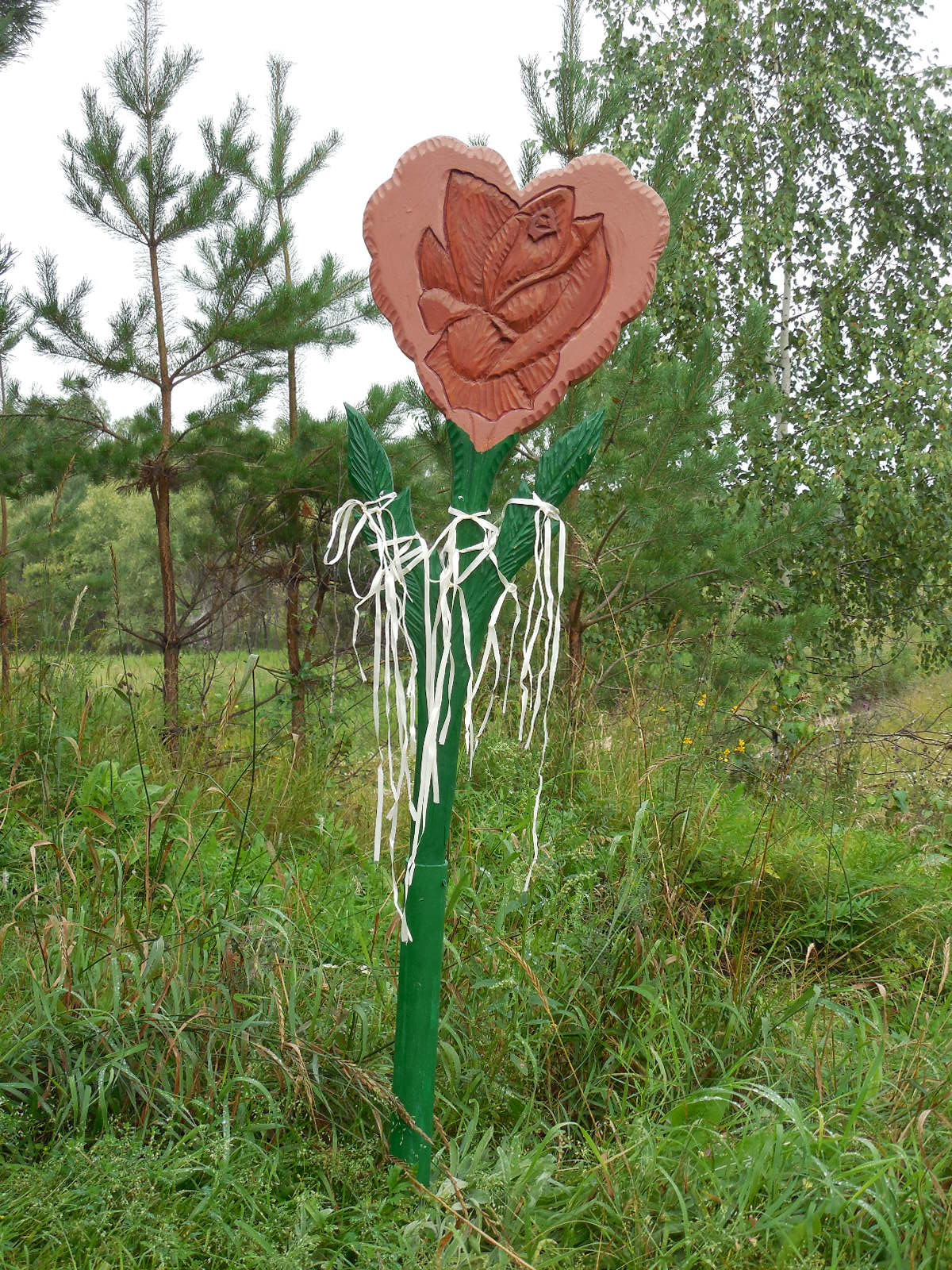
عمود مقدس من رودنوفر يمثل وردة داخل قلب، في أوكونيفو، منطقة أومسك. في عقيدة ليفاسوفيت للمراكز الطاقية في جسم الإنسان، القلب هو قناة المادة الخضراء هـ، وهي أيضًا المادة المهيمنة في المستوى العقلي.

### تدريب المعالج
وفقًا لليفاشوفيين، كما أن التقلبات في الأنماط المعمارية للفضاء تملي كل ما يحدث في الكون، من خلق الذرات وتحللها إلى خلق النجوم وتحللها، فإن النشوء الحيوي الكامل على مدكارد وتطور البشرية الواعية يتحددان من خلالها. يجب على المعالج الليفشوفي أن يتقن نظرية علم الكون الليفشوفية، وأن «يتناغم مع التفاعل الأبدي بين المادة والهندسة المعمارية المكانية»، وأن يكون قادرًا على «التنقل عقليًا» عبر المستويات السبعة للواقع، وأن «يفعل ما تفعله الطبيعة»: «تنظيم خلق المادة وتحللها»، «تنظيم تجديد وتحلل المادة الحية»، لأغراض الشفاء، كل ذلك «وفقًا للقانون الطبيعي».
ولكي يتم ذلك، فمن الضروري أن يقوم المعالج الليفاشوفيتي بتنشيط أجساده الدقيقة العليا وإيقاظ وعيه بالكامل؛ ومع ذلك، فمن الصعب أن يحدث هذا في حياة الشخص العادي، إذا لم يتم مساعدته، وعادة ما تكون هذه العملية بطيئة وغير متوقعة. وعندما يحدث هذا، تحدث قفزة نوعية في إمكانات الدماغ والقدرة النفسية، واكتساب أسلوب فكري جديد خالٍ من الأنماط الخطية والثنائية، والانفتاح على منظور أوسع للواقع. وتختلف الحساسية للتحول الروحي الضروري لكي يصبح المرء معالجًا من شخص لآخر؛ فهناك من هم قادرون على التطور بشكل فوري تقريبًا بفضل موهبتهم الوراثية، وهناك من يتطلب منهم سنوات من العمل التحضيري.
ابتكر ليفاشوف تقنية لتدريب المعالجين المحتملين، وتزويدهم بـ«الجهاز» العقلي لتطوير أجسادهم الدقيقة، وزيادة إمكاناتهم الطاقية، وبالتالي يصبحون قادرين على الوصول إلى حالة عالية من الوعي والحفاظ عليها والعمل مع الأمور الأساسية السبعة. لقد أنشأ مجموعة من التلاميذ الذين يمارسون تقنيته وينشرونها بين المعالجين المبتدئين الآخرين. إن النرجسية هي واحدة من أكبر العقبات التي تعترض التطور الروحي للمعالج؛ فإذا كان المعالج المحتمل مدفوعًا برغبة في السلطة وتعظيم الذات، فإن المسار يتحول إلى تطور مضاد ويؤدي إلى السقوط الروحي.

### علاج الشفاء
إن أي مرض عقلي أو جسدي بحت يرجع إلى خلل في الانسجام بين الأجسام السبعة، وقد يرجع هذا الأخير إلى عيوب وراثية، أو عدوى، أو كارما، أو عوامل بيئية. ولدعم غرضهم العلاجي، يتعين على المعالج الليفاشوفيتي أن يحشد الكمية المناسبة من الإمكانات الطاقية والجودة الصحيحة للمادة الأولية، وأن يؤثر على الأنماط المعمارية للعالم الصغير للموضوع المعالج. يجب أن يتم العمل العلاجي أولاً على الأجسام الستة الدقيقة، من أجل التأثير على الجسم المادي الأكثر كثافة وتحويله، لأن المواد الأولية من الأجسام الدقيقة تتدفق إلى المستوى المادي وهياكل الأجسام الدقيقة هي القوالب المعمارية للجسم المادي. قد يوفر العلاج الذي يتم إجراؤه على الجسم المادي فقط تخفيفًا ولكن ليس راحة كاملة، حيث تظل التنظيمات المرضية في مكانها على المستويات الدقيقة وتعيد تأكيد نفسها في النهاية على المستوى المادي.
تتألف عملية الشفاء من مرحلة المسح وإزالة السموم، حيث يقوم المعالج بفحص الشخص المعالج، ويجد أسباب المشكلة ويطهر جسم الشخص من أعراض المشكلة. ويتبع ذلك مرحلة التفكك والتجديد، حيث يقوم المعالج بتحليل البنية المريضة في أجسام الشخص الدقيقة إلى المواد الأولية السبعة المكونة لها، ويعيد ضبط المعلمات العددية للفضاء المجهري للهدف، مما يتسبب في تجديد البنية في شكل صحي. وأخيرًا، يستعيد المعالج التوازن الداخلي للكائن الحي، أي العمل المتناغم لجميع أجزائه في انسجام، أو «منظم» تدفق الطاقة بين الدماغ والجهاز العصبي والأعضاء، والذي تعطل بسبب المرض.

## الرمزية

تمثيل المحارب الآري من القوى المضيئة وهو يقتل تنين القوى المظلمة. تهيمن على المحارب المواد الصفراء و والأخضر هـ والأزرق د والأزرق ج والبنفسجي ب من المستويات النجمية والعقلية العليا للوعي، بينما تهيمن على التنين المادة البرتقالية G من المستوى الأثيري الأدنى للوعي. الرمح الذي يحمله المحارب ويثبت التنين مصنوع من المادة الحمراء أ، ويعلوه الصليب المعقوف والبرسيم.

إن أحد الرموز التي تستخدمها حركة ليفاشوف هو الصليب المعقوف، وخاصة في هيئة تنانين في نهايات أطرافه، والذي عرضه نيكولاي ليفاشوف نفسه عدة مرات خلال مؤتمراته، والذي استعاده كرمز أعطاه الحق في مناقشة الماضي الآري السلافي. ووفقًا للنظرة العالمية ليفاشوف، فإن الصليب المعقوف — أو كولوفرات باللغة السلافية — يمثل سفاروج، القطب الشمالي الأعلى للسماء بنجومه القطبية.
ومن الرموز الأخرى التي يستخدمها أتباع ليفاشوف هي صورة المحارب الذي يمتطي حصانًا أثناء قتله تنينًا، والتي تظهر في شعار منظمة عصر النهضة والعصر الذهبي، وهي إعادة صياغة لرمز القديس جورج والتنين الذي يمثل، في إعادة التفسير التي قدمها أتباع ليفاشوف، البطل الآري للقوى المضيئة المنتصرة على القوى المظلمة. وفي شعار المنظمة، يتم رسم المحارب الذي يقتل التنين فوق زهرة ثلاثية الفصوص أو زهرة الزنبق، والتي تمثل وفقًا لليفاشوف «رمز القتال للآريين السلافيين»، مع البتلات الثلاث التي تمثل براف وياف وناف.

## علم الاجتماع

### العلاقات مع الديانات الأخرى
إن الليفاشوفية تدحض بشدة الديانات الإبراهيمية والمسيحية على وجه الخصوص، وتعتبر تبنيها رسميًا في كييف روس في عام 988 م بمثابة بداية ليلة سفاروج الأخيرة من علم الإسخاتولوجيا الدوري الليفاشوفي. يعتبر المسيحيون مسؤولين عن تدمير السجلات القديمة حول التاريخ الحقيقي للروس. تحتوي كتابات الليفاشوف أيضًا على نظريات معادية للسامية أكثر عمومية. وفقًا لعقيدة الليفاشوفية، فإن العالم تهيمن عليه قوى مشرقة وقوى مظلمة؛ اليهود والمسيحيون — وخاصة وزراء الكنائس — وبعض السياسيين وأي كيان آخر يمارس نوعًا من السيطرة على السكان، سيكونون عبيدًا غير واعٍ لقوى الظلام ووسيلة لإرادة هذه القوى للسيطرة على كل مدكاردد.
في المقابل، تم رفض الليشوفية من قبل الحركات الأخرى في رودنوفيري؛ في عام 2009، أصدرت اثنتان من أكبر المنظمات الرودنوفرية الروسية، وهما اتحاد المجتمعات العقائدية السلافية الأصلية ودائرة التقاليد الوثنية، بيانًا مشتركًا اعتبر العقائد الليشوفية «تعاليم وثنية زائفة، ولغويات زائفة، وعلم زائف، وتكهنات صريحة» تضر بتطور الحركة السائدة في رودنوفيري.

### التنظيم والخلافات
وصفت ناتاليا ف. بروكوبيوك منظمة الحركة العامة الروسية لعصر النهضة والعصر الذهبي بأنها تتمتع «بحياة عامة واسعة»، حيث تنتج الأفلام، وتعقد الاجتماعات والدورات والندوات، وتعقد المؤتمرات في المدارس والكليات، وتطبع الصحف بما في ذلك فيرا وروان. وتتمثل أغراض المنظمة، كما وردت في وثائقها الرسمية، في:
- إيقاظ الذاكرة الجينية للشعب الروسي والشعوب الأصلية الأخرى التي تعيش على أراضي روسيا الحديثة؛[53]
- استعادة الحقيقة حول الماضي المجيد لهذه الشعوب، وحول دورها في خلق حضارة أرضية متطورة للغاية؛[53]
- إظهار لهذه الشعوب طريق التطور للخروج من الطريق المسدود الذي قادتهم إليه قوى الظلام؛[53]
- إنقاذ الحضارة، وكوكب الأرض، والكون.[53]

تم حظر كتابين من بين الكتب التي كتبها نيكولاي ليفاشوف باعتبارهما متطرفين في بعض مناطق روسيا: تم حظر كتاب روسيا في المرايا المشوهة (Россия в Кривых Зеркалах) في عام 2010 من قبل محكمة مدينة أوبنينسك، بينما تم حظر مجموعة المقالات قدرات العقل (Возможности Разума) في عام 2013 من قبل محكمة منطقة أومسك، وهو القرار الذي تم استئنافه لاحقًا ولكن تم تأييده في عام 2014 من قبل محكمة أومسك الإقليمية. في عام 2014، أطلق أحد أتباع ليفاشوف في يوجنو–ساخالينسك، في مقاطعة ساخالين في أقصى شرق روسيا، النار على أبناء رعية كاتدرائية قيامة المسيح في المدينة، وبعد ذلك أصيب ستة أشخاص وقتل اثنان — راهبة وأحد أبناء الرعية المحليين.

## نصوص ليفاسوفيتية
- 1. النداء الأخير للبشرية (Последнее Обращение к Человечеству)، 1994
- 2. الكون المتباين الخواص (Неоднородная Вселенная)، 2002
- 3. الروح والعقل. المجلد 1 (Сущность и Разум. Том 1)، 1999
- 4. الروح والعقل. المجلد 2 (Сущность и Разум. Том 2)، 2003
- 5. Abilities of Mind (Возможности Разума)، 2006
- 6. التاريخ الروسي من خلال المرايا المشوهة (Россия в Кривых Зеркалах)، 2007
- 7. مرآة روحي. المجلد 1 (Зеркало моей Души. Том 1)، 2006
- 8. مرآة روحي. المجلد 2 (Зеркало моей Души. Том 2)، 2008
- 9. حكاية الصقر المشرق (Сказ о Ясном Соколе)، 2011
- 10. الوحي (Откровение)، 2010، بقلم زوجة ليفاشوف سفيتلانا ليفاشوفا

### الاستشهادات
1. 1 2 3  Prokopyuk 2017، صفحات 34, 69–70.
2. 1 2 3 4  Levashov 2006، note 1.
3. ↑  
Popov 2016, 5.5.3
Shtyrkov 2016, p. 241, note 2.
4. 1 2  
Popov 2016, 5.5.3
Prokopyuk 2017, p. 39.
5. 1 2 3 4 5 6 7  Koopman & Blasband 2003، صفحة 107.
6. 1 2 3 4 5 6 7 8 9  Yashin 2016، صفحة 40.
7. ↑  
Yashin 2016, p. 40
Prokopyuk 2017, p. 32
Golikov 2019, p. 182.
8. 1 2 3  Prokopyuk 2017، صفحة 45.
9. 1 2 3 4 5 6 7  Popov 2016، 5.5.3.
10. 1 2 3 4  Koopman & Blasband 2003، صفحة 103.
11. ↑  Prokopyuk 2017، صفحة 49.
12. ↑  
Yashin 2016, p. 40
Prokopyuk 2017, p. 39.
13. ↑  Prokopyuk 2017، صفحة 39.
14. ↑  Prokopyuk 2017، صفحة 32.
15. ↑  Prokopyuk 2017، صفحات 32–33, 39.
16. ↑  Koopman & Blasband 2003، صفحة 130.
17. 1 2  Levashov 2012.
18. ↑  Koopman & Blasband 2003، صفحات 103, 106–107.
19. ↑  Koopman & Blasband 2003، صفحات 103, 109.
20. 1 2 3  Koopman & Blasband 2003، صفحة 108.
21. ↑  Koopman & Blasband 2003، صفحات 103, 107.
22. ↑  
Koopman & Blasband 2003, p. 107
Yashin 2016, p. 40.
23. ↑  Yakovlev 2018، part 1.
24. ↑  Koopman & Blasband 2003، صفحات 110–111.
25. ↑  Yakovlev 2018، part 2.
26. 1 2  Koopman & Blasband 2003، صفحة 109.
27. ↑  Koopman & Blasband 2003، صفحات 108–109.
28. ↑  
Yashin 2016, p. 40
Popov 2016, 5.5.3.
29. ↑  Kondrakov 2015، صفحة 406.
30. 1 2 3  Koopman & Blasband 2003، صفحة 111.
31. 1 2  Koopman & Blasband 2003، صفحة 112.
32. 1 2 3 4 5  Yakovlev 2018، part 4.
33. 1 2 3 4  Koopman & Blasband 2003، صفحة 113.
34. 1 2 3 4  Yakovlev 2018، part 5.
35. ↑  
Popov 2016, 5.5.3
Prokopyuk 2017, p. 29.
36. ↑  
Popov 2016, 5.5.3
Prokopyuk 2017, pp. 29, 40.
37. ↑  Levashov 2006، passim.
38. ↑  Prokopyuk 2017، صفحة 34.
39. ↑  БОНДАРЕНКО، Александр (6 يونيو 2007). "Николай ЛЕВАШОВ: "Ночь Сварога" уже прошла". Красная звезда. مؤرشف من الأصل في 2007-07-02. اطلع عليه بتاريخ 2022-05-16.
40. ↑  Koopman & Blasband 2003، صفحات 103, 109, 112.
41. 1 2 3  Koopman & Blasband 2003، صفحة 114.
42. ↑  Koopman & Blasband 2003، صفحات 113–114.
43. 1 2  Koopman & Blasband 2003، صفحة 115.
44. ↑  Koopman & Blasband 2003، صفحة 116.
45. 1 2  Koopman & Blasband 2003، صفحة 118.
46. ↑  Koopman & Blasband 2003، صفحات 113, 116.
47. 1 2  Koopman & Blasband 2003، صفحة 117.
48. ↑  Koopman & Blasband 2003، صفحة 119.
49. ↑  Prokopyuk 2017، صفحة 18.
50. ↑  Prokopyuk 2017، صفحة 29.
51. ↑  Prokopyuk 2017، صفحات 29, 40.
52. ↑  Prokopyuk 2017، صفحات 40, 50.
53. 1 2 3 4 5  Prokopyuk 2017، صفحات 39–40.
54. ↑  "Экстремистские материалы, с. 8, запись № 809" [Extremist materials, p. 8, entry n. 809]. Ministry of Justice of the Russian Federation. مؤرشف من الأصل في 2020-11-27.
55. ↑  "Экстремистские материалы, с. 22, запись № 2148" [Extremist materials, p. 22, entry n. 2148]. Ministry of Justice of the Russian Federation. مؤرشف من الأصل في 2020-10-24.
56. ↑  Prokopyuk 2017، صفحة 51.
57. ↑  "Андрей Кураев считает стрелка в церкви Южно-Сахалинска неоязычником-родновером" [Andrey Kuraev considers the shooter in the church of Yuzhno-Sakhalinsk to be a Neopagan-Rodnover]. Mail.ru. 10 فبراير 2014. مؤرشف من الأصل في 2015-02-22.
58. ↑  Dukhanin، Valery (18 فبراير 2014). "Во что верил убийца христиан – последователь Левашова" [What the killer of Christians believed in – a follower of Levashov]. Pravoslavie.ru. مؤرشف من الأصل في 2021-01-16.